# Listovnice
Listovnice (Agalychnis) je rod rosničkovitých původem ze Střední a Jižní Ameriky.

## Taxonomie
Rod listovnice míval 8 druhů, ale při poslední velké změně v čeledi rosničkovitých byly dva druhy přesunuty do nově vytvořeného rodu Cruziohyla, a zůstalo zde těchto 6 druhů:
- Agalychnis annae (Duellman, 1963) – listovnice modrooká
- Agalychnis callidryas (Cope, 1862) – listovnice červenooká
- Agalychnis litodryas (Duellman & Trueb, 1967)
- Agalychnis moreletii (Duméril, 1853) – listovnice Moreletova
- Agalychnis saltator (Taylor, 1955) – listovnice skákavá
- Agalychnis spurrelli (Boulenger, 1913) – listovnice Spurrellova